# Julia Adams (Tennisspielerin)
Julia Adams (* 23. September 1999 in Jamestown, Tennessee) ist eine US-amerikanische Tennisspielerin.

## Karriere
Adams spielt bislang vor allem auf der ITF Women’s World Tennis Tour, wo sie bisher fünf Titel im Doppel gewinnen konnte. Im April 2023 trat sie an der Seite von Mélodie Collard bei den Boar’s Head Resort Women’s Open 2023 an, wo die beiden aber bereits in der ersten Runde gegen Jessy Rompies und Prarthana Thombare mit 6:73 und 3:6 verloren.

## College Tennis
2018 bis 2022 spielte Julia Adams für die Damentennismannschaft der Paladins der Furman University. Ab 2022 spielt sie für die University of Virginia’s College at Wise.

## Turniersiege

### Doppel
| Nr. | Datum             | Turnier   | Kategorie | Belag     | Partnerin         | Finalgegnerinnen                              | Ergebnis         |
| --- | ----------------- | --------- | --------- | --------- | ----------------- | --------------------------------------------- | ---------------- |
| 1.  | 22. Juni 2024     | Monastir  | ITF W15   | Hartplatz | Leena Bennetto    | Lamis Alhussein Abdel Aziz Merna Refaat       | 4:6, 7:5, [10:4] |
| 2.  | 19. Oktober 2024  | Monastir  | ITF W15   | Hartplatz | Marcella Cruz     | Nadine Keller Arabella Koller                 | 6:3, 6:3         |
| 3.  | 26. Oktober 2024  | Monastir  | ITF W15   | Hartplatz | Esther Adeshina   | Luisa Meyer auf der Heide Anja Wildgruber     | 6:0, 7:5         |
| 4.  | 30. November 2024 | Monastir  | ITF W15   | Hartplatz | Vicky Van de Peer | Sebastianna Scilipoti Eliessa Vanlangendonck  | 6:4, 6:2         |
| 5.  | 5. April 2025     | Bujumbura | ITF W50   | Sand      | Anna Ureke        | Émeline Dartron Tiantsoa Rakotomanga Rajaonah | 6:1, 6:2         |

## Persönliches
Julia Adams ist die Tochter von Charles und Ulyana Adams. Sie hat eine Schwester, Helen Fisun, die am Haverford College Tennis spielt, sowie einen Bruder, Charlie Adams, der im Tennisteam im Hillsdale College spielt. Sie hat einen Studienabschluss in Politikwissenschaften und Internationale Politik.